# Орден святого Фоми Акрського
Орден Святого Томи Акрського (англ. The Hospitallers of St Thomas of Canterbury at Acre або Knights of St Thomas) — духовно-лицарський орден католицької церкви заснований у 1205 році в Палестині, у місті Акко. Членство в ордені було для англійців.

## Історія
Орден був заснований 18 березня 1191 року латинським імператором Константинополя Балдуїном I. 2 лютого 1206 року Орден був затверджений Папою Римським Інокентієм III. З 1235 року Орден перебуває у Неаполі. В 1334 лицарі Ордена беруть участь в морській битві в Егейському морі, в 1361 році — в завоюванні Адалят, в 1367 році — в захисті Родосу і в наступних діях флоту — в битвах проти турків. В 1571 році — з власними трьома кораблями в Лепанто; в 1683 р. — у війні проти турків; в 1717 році — в битві за визволення острова Корфу. Пізніше, у війні в Лівії.
Сучасне становище Ордену св. Томи Акрського визначається Статутом 1936 року, постановами Королівських і Республіканських Трибуналів з 1914 по 1958 рік, що визнали історичну і геральдичну спадщину цього Ордена.